# Omega latina
La omega latina (Ꞷ en mayúsculas y ꞷ en minúsculas) es una letra adicional del alfabeto latino que toma su forma de la letra griega minúscula omega ⟨ω⟩. Se utiliza en varias publicaciones en idioma koulango por Bondoukou y Bouna para representar una  vocal casi cerrada semiposterior redondeada / ʊ / también representada con la letra v redonda ⟨Ʋ⟩ o, a veces, la letra latina upsilon u omega invertida ⟨Ʊ⟩.

## Historia
Ya en el Renacimiento, encontramos el uso de la omega como letra latina para representar una vocal semiabierta posterior redondeada  (junto a otras letras innovadoras como ⟨j, u ɛ, ʃ⟩     como letras diferenciadas de ⟨i, v, e, s⟩) en la propuesta de reforma de la ortografía italiana de Gian Giorgio Trissino, especialmente en Ɛpistola del Trissino de le lettere nuωvamente aggiunte ne la lingua Italiana publicada en 1524, y encontrada en algunas ediciones de Tolomeo Janiculo como la reimpresión de 1529 de De la volgare eloquenzia por Dante Alighieri , utilizando el tipo de Ludovico degli Arrighi.

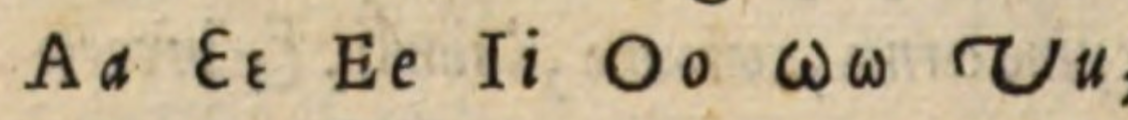
Vocales en Trissino, Dubbii Grammatici, 1529
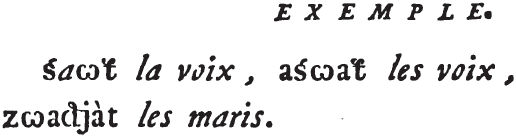
Omega utilizado por Volney en 1795.
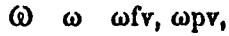
Omega latino utilizado en 1860 en una gramática maskoki por Henry Frieland Buckner.
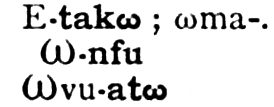
Ejemplos de latín omega utilizados en 1919 por Harry Johnston para representar una vocal de ciertas lenguas bantúes.

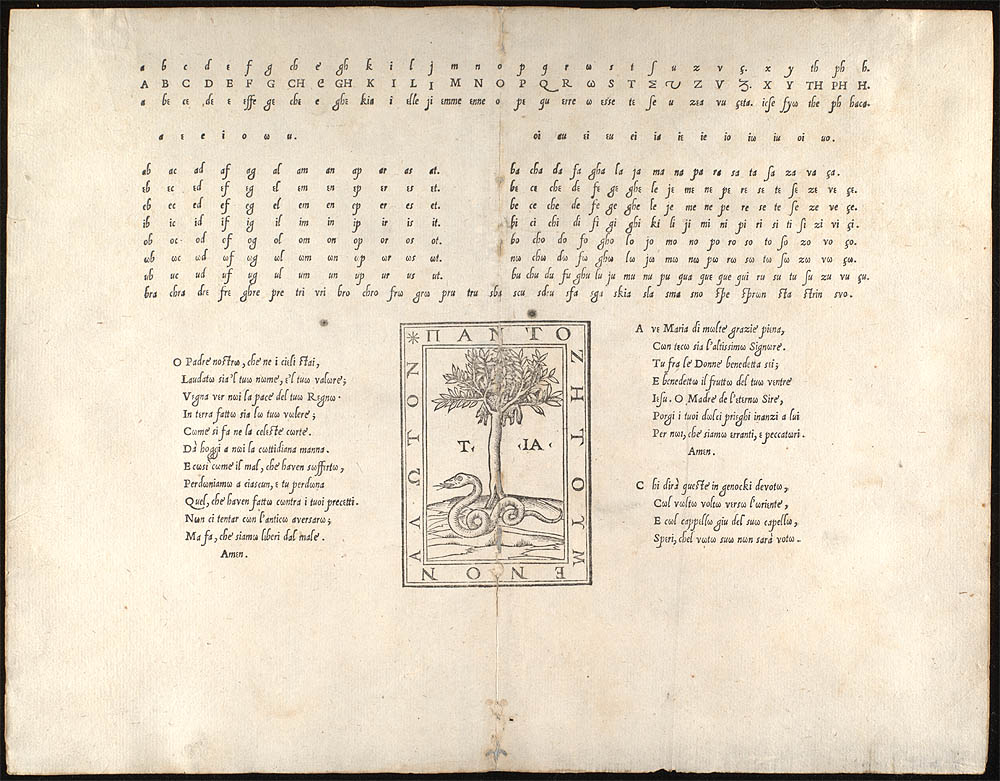
Muestra tipográfica de Ludovico degli Arrighi ampliada y utilizada por Tolomeao Janiculo, hacia 1522, con el latín omega.
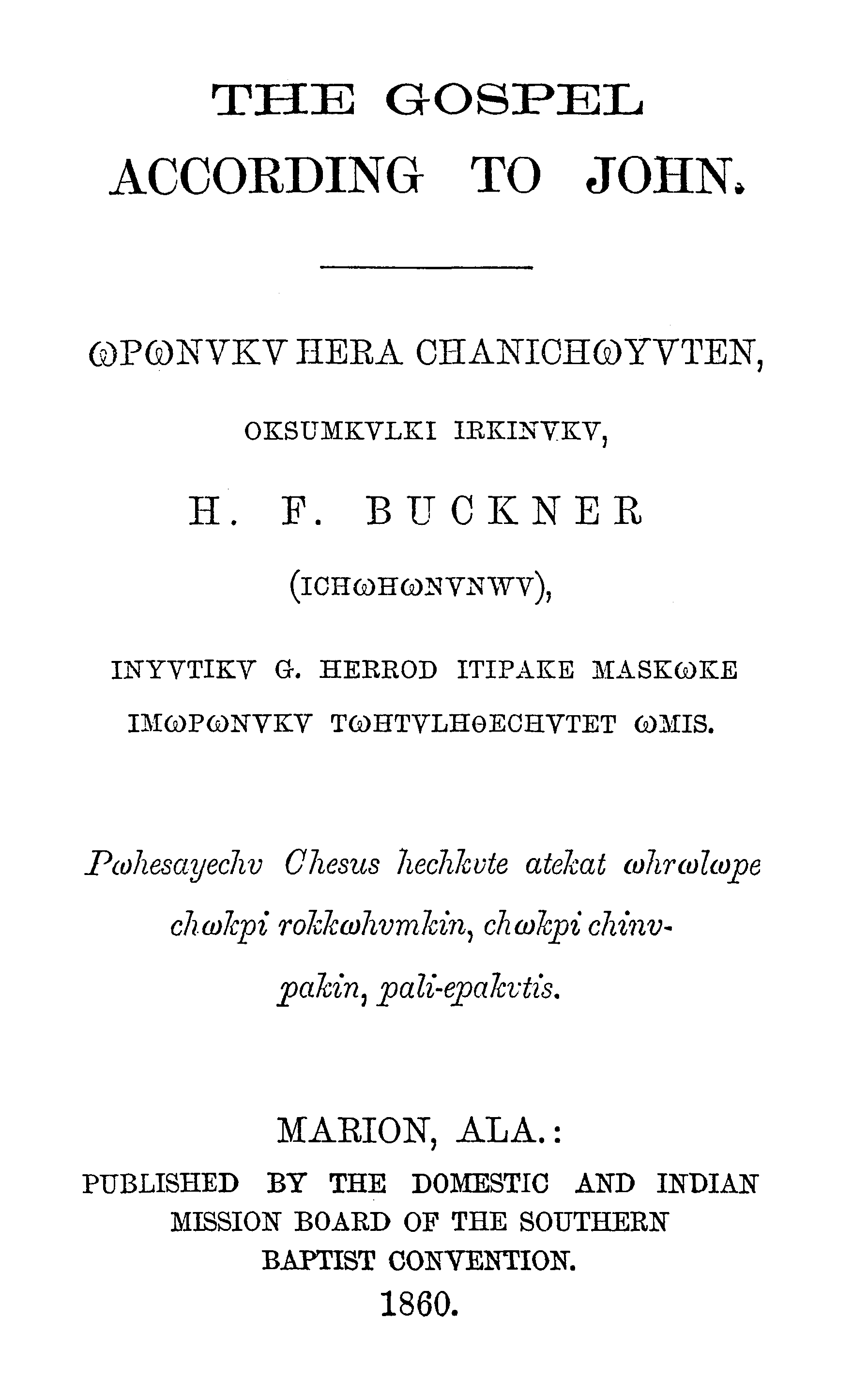
Omega latino en la portada de la traducción maskoki del Evangelio de Juan de HF Buckner, publicada en 1860.

La letra omega es propuesta como una letra latina adicional por Constantin-François Volney en Simplification des Langues Orientales publicado en 1795, pero no se adoptará su sistema de transcripción. Esta letra se usa como letra latina para transcribir el idioma maskoki por Buckner en 1860, por Harry Johnston para lenguas bantúes en 1919 y por John P. Harrington para transcribir el idioma kiowa en 1946.
En la década de 1980, John C. Wells representó la vocal posterior no redondeada precerrada con el signo no API ⟨ꞷ⟩ para la descripción de los acentos ingleses.
El omega latino figura en la revisión de 1982 del Alfabeto de referencia africano de Mann y Dalby.  La omega latina se usa para representar una vocal semicerrada central /ɘ/ pero también puede representar un clic bilabial /ʘ/.

## Formas y variantes

Forma cercana a la omega griega minúscula
Forma cercana a un 3 rotado

## Codificación digital
La letra latina omega falta en muchos dispositivos y a menudo no aparece representada correctamente ya que esta letra  no se codificó en el estándar Unicode hasta la versión 8.0 de junio de 2015. Aparece en el bloque Latín Extendido D con los puntos de código U+A7B6 para la mayúscula y U+A7B7 para la minúscula.
Puede estar disponible en algunas fuentes utilizando un juego de caracteres no estándar, o ser accesible a través de caracteres reservados para uso privado según lo permitido por el estándar Unicode. En algunas fuentes, el carácter de la omega griega mayúscula aparece con una forma similar.
| Carácter      | Ꞷ                          | Ꞷ                          | ꞷ                        | ꞷ                        |
| ------------- | -------------------------- | -------------------------- | ------------------------ | ------------------------ |
| Unicode       | LATIN CAPITAL LETTER OMEGA | LATIN CAPITAL LETTER OMEGA | LATIN SMALL LETTER OMEGA | LATIN SMALL LETTER OMEGA |
| Codificación  | decimal                    | hex                        | decimal                  | hex                      |
| Unicode       | 42934                      | U+A7B6                     | 42935                    | U+A7B7                   |
| UTF-8         | 234 158 182                | EA 9E B6                   | 234 158 183              | EA 9E B7                 |
| Ref. numérica | &#42934;                   | &#xA7B6;                   | &#42935;                 | &#xA7B7;                 |